# Borne (electricidad)

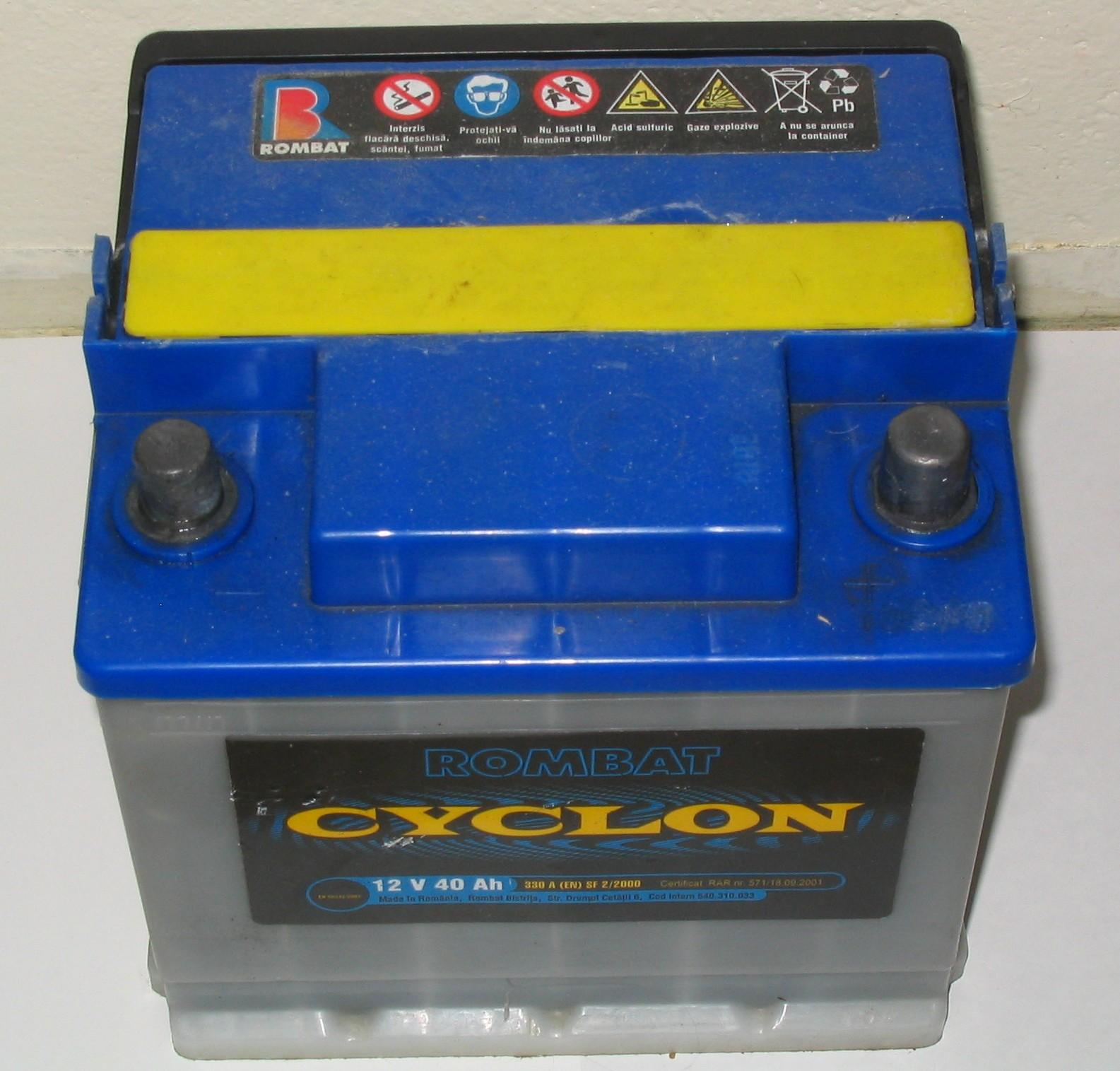
Bornes de una batería de automóvil (parte inferior derecha e izquierda).

Un borne es cada una de las partes metálicas de una máquina o dispositivo eléctrico donde se produce la conexión con el circuito eléctrico exterior al mismo. Normalmente los bornes de una batería, motor o cualquier otro tipo de aparato eléctrico se conectan a través de terminales a los cables que sirven para su alimentación eléctrica.
Los bornes son los contactos que se usan para conectar y así trasmitir la energía producida por la pila, e identificas su polaridad con los colores rojo y negro o con los signos de + (positivo) y - (negativo), los cuales vienen grabados en cada borne o conexión de las baterías o pilas.